# Юсуф, Хамза
Хамза Юсуф (англ. Hamza Yusuf; урождённый как Марк Хэнсон англ. Mark Hanson; род. 1 января 1958, Уолла-Уолла, Вашингтон) — американский исламский учёный, неотрадиционалист, и соучредитель колледжа Зайтуна. Он является сторонником классического обучения в исламе и пропагандирует исламские науки и классические методики обучения по всему миру.
Он является советником Центра исламских исследований в Аспирантском теологический союз в Беркли и Программы исламских исследований в Стэнфордском университете. Кроме того, он является вице-президентом Глобального центра руководства и обновления, который был основан и в настоящее время возглавляется Абдаллой бин Байей. Он также является вице-президентом базирующегося в Объединенных Арабских Эмиратах Форума по содействию миру в мусульманских обществах, где бин Байя также является президентом. Форум вызвал огромные споры из-за своих тесных связей с правительством ОАЭ, личной поддержки Юсуфом авторитарных лидеров со времен Арабской весны и поддержки Юсуфом Авраамских соглашений между Израилем и ОАЭ. 
Юсуф был включен в топ-50 издания «500 самых влиятельных мусульман». Однако его недоброжелатели широко критиковали его за его позицию по вопросам расы, политики, сирийской революции и палестино-израильского конфликта.

## Ранняя жизнь и образование
Юсуф родился под именем Марк Хэнсон в Уолла-Уолла, штат Вашингтон, в семье двух преподавателей, работающих в колледже Уитмена, и вырос в северной Калифорнии. Он рос как практикующий ирландский католик и посещал подготовительные школы на Восточном и Западном побережьях. В 1977 году, после околосмертных переживаний в автокатастрофе и чтения Корана, он принял ислам. У Юсуфа ирландские, шотландские и греческие корни.
После того, как на Юсуфа произвела впечатление молодая пара из Саудовской Аравии, последователи Абдалькадира ас-Суфи — шотландца, принявшего ислам, и лидера суфийского ордена Даркавия и Всемирного движения Мурабитун, — Юсуф переехал в Норидж, Англия, чтобы учиться непосредственно у ас-Суфи. В 1979 году Юсуф переехал в Эль-Айн в Объединенных Арабских Эмиратах, где провёл следующие четыре года, изучая шариатские науки в Институте исламских исследований Университета Объединенных Арабских Эмиратов, чаще всего индивидуально с исламскими учеными. Юсуф свободно говорил на арабском языке, а также изучал декламацию Корана (таджвид), риторику, поэзию, право (фикх) и теологию (акида) среди других классических исламских дисциплин.
В 1984 году Юсуф официально отмежевался от учений ас-Суфи и двинулся в другом интеллектуальном направлении, находясь под влиянием ряда мавританских учёных, проживающих в Эмиратах. В том же 1984 году он переехал в Северную Африку и учился в Алжире и Марокко, а также в Испании и Мавритании. В Мавритании он развил свои самые прочные и сильные отношения с исламским ученым Сиди Мухаммадом Ульд Фахфу аль-Массуми, известным как Мурабит аль-Хадж.
В 2020 году Юсуф получил докторскую степень в Аспирантском теологическом союзе. Его диссертация называлась «Нормативная исламская традиция в Северной и Западной Африке: пример передачи авторитета и извлечения знаний в «Аль-Муршид аль-Муин» (Полезное руководство) Ибн Ашира». Ранее Юсуф получил степень младшего специалиста по сестринскому делу в Колледже Империал Вэлли и степень бакалавра по религиоведению в Университете штата Сан-Хосе.

## Научная карьера

### Колледж Зайтуна
Он и его коллеги основали Институт Зайтуна в Беркли, Калифорния, США, в 1996 году, посвященный возрождению традиционных методов обучения и наук ислама. К нему присоединились Зайд Шакир и Хатем Базиан в создании того, что тогда называлось Институтом Зайтуна. Осенью 2010 года он открыл свои двери как Колледж Зайтуна, четырёхгодичный мусульманский гуманитарный колледж, первый в своем роде в Соединенных Штатах. Он включает в себя видение Юсуфа об объединении классических гуманитарных наук — основанных на тривиуме и квадривиуме — со строгой подготовкой по традиционным исламским дисциплинам. Он направлен на «обучение и подготовку морально преданных профессиональных, интеллектуальных и духовных лидеров». Колледж Зайтуна стал первым аккредитованным мусульманским кампусом в Соединенных Штатах после того, как он получил одобрение от Западной ассоциации школ и колледжей. Юсуф заявил, что «Мы надеемся, что, если Бог даст, таких мусульманских колледжей и университетов будет больше».

### Межконфессиональный
Юсуф участвует в Форуме по содействию миру в мусульманских обществах, организованном ОАЭ. Он похвалил ОАЭ за их растущую толерантность и принятие многоконфессиональных инициатив и планов по строительству многоконфессионального центра в Абу-Даби.

## Взгляды и влияние
Королевский исламский стратегический исследовательский центр Иордании в настоящее время помещает его на 36-е место в своем списке 500 самых влиятельных мусульман в мире. В своем издании 2016 года Юсуф описывается как «один из ведущих авторитетов в области ислама за пределами мусульманского мира» в рейтинге «500 самых влиятельных мусульман» под редакцией Джона Эспозито и Ибрагима Калына. Кроме того, журналист Грэм Вуд назвал Юсуфа «одним из двух самых выдающихся мусульманских ученых в Соединенных Штатах сегодня».
Юсуф занял позицию против религиозных оправданий террористических атак. Он описал атаки 11 сентября как «акт массового убийства, чистого и простого». Осуждая атаки, он также заявил, что «Ислам был захвачен... на том самолете как невинная жертва».
Юсуф является одним из подписавших «Общее между нами и вами», открытое письмо исламских ученых христианским лидерам, призывающее к миру и взаимопониманию. Юсуф также был одним из подписавших открытое письмо бывшему лидеру ИГИЛ Абу Бакру аль-Багдади, в котором он пытался опровергнуть принципы, продвигаемые террористической организацией.
В последние годы Хамза Юсуф был вовлечен в споры по вопросам расы, политики и арабских революций, в том числе из-за его поддержки Авраамских соглашений и правительства ОАЭ, а также из-за «возложения вины на палестинцев за их страдания».

### Комментарии о Сирийской революции
В 2019 году, ссылаясь на протесты Арабской весны против сирийского диктатора Башара Асада, Юсуф раскритиковал Сирийскую революцию, заявив, что «Если вы унижаете правителя, Бог унижает вас». Хотя некоторые считали эти комментарии поддержкой сирийского режима, это было отвергнуто Юсуфом, который сделал ответное заявление.

### Комментарии Black Lives Matter 2016 года
В декабре 2016 года Юсуф сделал комментарии, которые были восприняты как критика тактики, используемой движением «Black Lives Matter». Он утверждал, что «Соединенные Штаты, вероятно, с точки зрения своих законов являются одним из наименее расистских обществ в мире». Он также заявил, что «у нас происходит от 15 000 до 18 000 убийств в год. Пятьдесят процентов — это преступления черных против черных, буквально». Он добавил: «Полицейские застрелили в два раза больше белых, но никто никогда не показывает эти видео». Юсуфа критиковали за эти комментарии, в том числе в социальных сетях. Заид Шакир, соучредитель колледжа Зайтуна, защищал Юсуфа, написав, что «я могу с абсолютной уверенностью сказать, что в теле Шейха Хамзы нет ни единой расистской кости. Расист — это тот, кто верит в превосходство одной расы над другой. Шейх Хамза, как и любой серьезный мусульманин, полностью отвергает эту идею».

## Публикации
| Название | Описание | Год  | Тип                                      |
| --- | --- | ---- | ---------------------------------------- |
| Agenda to Change our Condition                                                                                         | В соавторстве с Заидом Шакиром | 1999 | Книги и брошюры                          |
| Imām al-Zarnūjī, Instruction of the Student: The Method of Learning                                                    | Перевод Г. Э. Фон Грюнебаума | 2001 | Книги с предисловием или введением       |
| Beyond schooling: building communities where learning really matters                                                   | Также содержит эссе Джона Тейлора Гатто, Дороти Ли Сэйерс и Набилы Хансон. Переиздано в 2010 году под названием «Воспитание вашего ребенка в современные времена: как воспитать умного, суверенного и этичного человека». | 2003 | Книги и брошюры                          |
| Imām Busiri, The Burda: Poem of the Cloak                                                                              | Включает CD с записями выступлений The Fez Singers при участии Бенниса Абдельфеттаха. | 2003 | Переводы                                 |
| Mostafa Al-Badawî, The Prophetic Invocations                                                                           | | 2003 | Книги с предисловием или введением       |
| Shaykh Al-Amin Mazrui, The Content of Character                                                                        | Предисловие Али Мазруи, сына автора. | 2004 | Переводы                                 |
| Imām Mawlūd, Purification of the Heart: Signs, Symptoms and Cures of the Spiritual Diseases of the Heart               | Перевод и комментарий к поэме «Матхарат аль-Кулуб», составленной мавританским ученым XIX века. | 2004 | Переводы                                 |
| Imām Ṭaḥāwī, The Creed of Imam al-Tahawi                                                                               | | 2007 | Переводы                                 |
| Caesarean Moon Births: Calculations, Moon Sighting, and the Prophetic Way                                              | Доступно в - Caesarean Moon Births Part 1 - Caesarean Moon Births Part 2 | 2008 | Книги и брошюры                          |
| Climbing Mount Purgatorio Архивировано 5 сентября 2014 года.                                                           | | 2008 | Статьи                                   |
| The Prayer of the Oppressed by Imām Muhammad bin Nasir al-Dar'i                                                        | Включает компакт-диск с записями выступлений группы «The Fez Singers». | 2010 | Переводы                                 |
| Joseph E. B. Lumbard], Submission, faith and beauty: the religion of Islam                                             | Совместно с Заидом Шакиром. | 2009 | Отредактированные книги                  |
| Hamza Yusuf, Walk on Water: The Wisdom of Jesus from Traditional Islamic Sources                                       | | 2010 | Статья                                   |
| Reza Shah-Kazemi, Common Ground Between Islam and Buddhism: Spiritual and Ethical Affinities                           | | 2010 | Книги с предисловием или введением       |
| Hamza Yusuf & Robert P. George, Pornography, Respect, and Responsibility: A Letter to the Hotel Industry               | | 2012 |                                          |
| Hamza Yusuf & Robert P. George, Hotels and the Pornography Plague: An Example of Moral Responsibility from Scandinavia | | 2013 |                                          |
| Asad Tarsin, Being Muslim: A Practical Guide                                                                           | | 2015 | Книги с предисловием или введением       |
| Shaykh Al-Amin Ali Mazrui, The Content of Character: Ethical Sayings of the Prophet Muhammad ﷺ                         | Перевод и введение Хамзы Юсуфа. Собрано Шейхом Аль-Амином Али Мазруи. | 2015 | Перевод и введение                       |
| Edwin Arnold, Pearls of the Faith                                                                                      | | 2017 | Отредактировано и дополнено предисловием |
| Scott F. Crider, The Art of Persuasion Aristotle's Rhetoric for Everybody                                              | Серия учебных программ «Зайтуна» | 2019 | Книги с предисловием или введением       |
| Shaykh Ahmad Badawi Tayyib al-Asma, The Mindful Messenger: Occasional Supplications of the Prophet Muhammad ﷺ          | | 2022 | Переводы                                 |

### Стихи
- Подарок весны
- Стихи Подарок весны «Будь как Ахмед» — стихотворение, посвященное Пророку Мухаммеду, прочитанное на церемонии по случаю дня рождения Пророка 12-го числа месяца Раби аль-Авваль (9 октября 2022 года)

## Фото
- Тимоти Винтер и Шейх Хамза
- ShMurabbit_mauritania
- Шейх Хамза с доктором Умаром Фаруком Абдаллахом
- Шейх Хамза Хабибом Али Аль-Джафром и Шейхом Яхьей Родусом